# Hoilungia hongkongensis
Hoilungia hongkongensis — вид примітивних тварин з типу пластинчасті (Placozoa). Описаний у 2018 році.

## Назва
Назва роду походить від фрази «hoi lung», що кантонською мовою означає «морський дракон».

## Поширення
Вид виявлено в солоноватій воді мангрових боліт Гонконгу.

## Опис
Організм зовні виглядає схожим на Trichoplax adhaerens, але генетичний аналіз його мітохондріальної ДНК показує численні відмінності.